# Phidippus pius
Phidippus pius es una especie de araña araneomorfa del género Phidippus, familia Salticidae. Fue descrita científicamente por Scheffer en 1905.
Habita desde los Estados Unidos hasta Costa Rica. El patrón de color de esta especie varía. Las hembras son de color amarillo a naranja, mientras que los machos son de color naranja a rojo.